# Alfons Luger

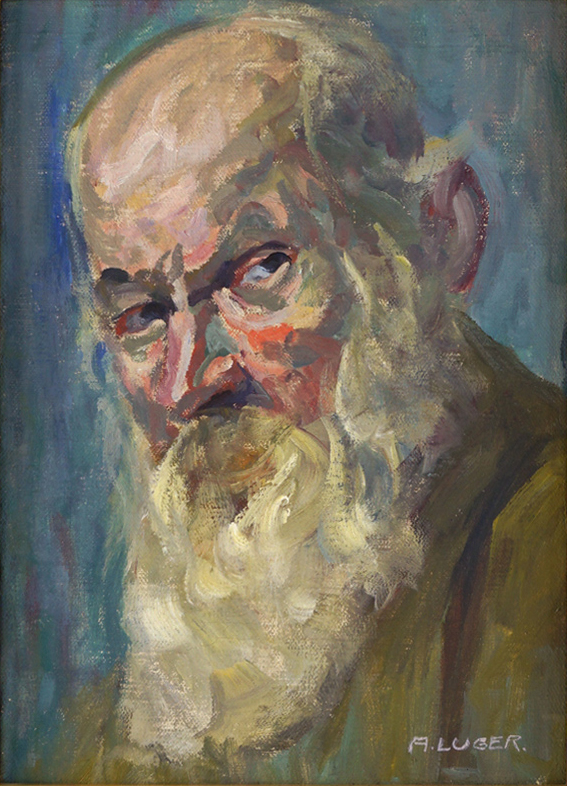
Porträt, um 1939

Alfons Luger (* 1. August 1869 in Dornbirn; † 14. Juni 1945 ebenda) war ein österreichischer Genre- und Landschaftsmaler.
Luger war der jüngere Bruder des Malers und Politikers Engelbert Luger (1861–1926), der ab 1910 Bürgermeister von Dornbirn war. Nach dem ersten Malunterricht bei seinem Bruder bildete er sich ab 1892 in Ulm und Stuttgart aus. Später studierte er an der Allgemeinen Zeichenschule in Wien und seit dem 3. November 1897 an der Königlichen Akademie der Künste in München bei Nikolaus Gysis, Martin von Feuerstein und Ludwig von Löfftz.
Nach den Studien kehrte Alfons Luger nach Dornbirn zurück und arbeitete gemeinsam mit seinem Bruder an kirchlichen Gemälden. 1904 errichtete Alfons Luger auf dem Kellenbühel Nr. 4 im Dornbirner Oberdorf ein Wohn- und Atelierhaus nach dem Entwurf des Architekten Josef Schöch, das später „Pinselburg“ genannt wurde und heute unter Denkmalschutz steht.
Von 1908 bis 1932 war er als Lehrer für Dekorationsmalerei an der Gewerbeschule in Bregenz tätig. Seine letzten Lebensjahre verbrachte er im Ruhestand in Dornbirn.